# Nonggang-Timalie
Die Nonggang-Timalie (Stachyris nonggangensis) ist eine erst 2005 entdeckte und 2008 beschriebene Vogelart aus der Familie der Timalien. Sie kommt in der Mekong-Region im Grenzgebiet zwischen dem chinesischen Autonomen Gebiet Guangxi und Vietnam vor.

## Merkmale
Die Nonggang-Timalie wurde auf der Basis von zwei adulten Exemplaren beschrieben, die 2006 von A. Jiang gesammelt wurden, dabei handelte es sich um ein Männchen und ein Weibchen. Die Flügel sind kurz und abgerundet. Die Flügellänge beträgt beim Männchen 68,2 mm und beim Weibchen 69,3 mm. Der mittellange Schwanz hat eine Länge von 61,1 m beim Männchen und 61,2 mm beim Weibchen. Die Lauflänge beträgt 29,2 mm (Männchen) und 30,2 mm (Weibchen). Der Schnabelfirst ist beim Männchen 17,6 mm lang, beim Weibchen 18,3 mm. Das Männchen wiegt 33 g, das Weibchen 38 g. 
Der gerade Schnabel ist an der Basis schwarz, der Oberschnabel hat nur eine hellere Spitze, die distale Hälfte des Unterschnabels wird zur Spitze hin zunehmend kräftig braun. Die Stirn, der Oberkopf, die Zügel und das Kinn sind dunkel graubraun. Die Stirnfedern sind steif. Die Vorderseite der Federkrone um die Ohren (aurikular) und die Wangenregion sind dunkel graubraun. Hinter den Wangen ist ein halbmondförmiger, weißer Fleck zu erkennen. Die Kehl- und Oberbrustfedern sind weiß mit dunkel graubraunen Schäften. Sie verleihen der Kehle und der Oberbrust eine dunkel graubraune Fleckung. Die Brustseiten, die Unterbrust, der Bauch, die Flanken, der Hinternacken und die Halsseiten sind dunkel graubraun. Der Mantel, die oberen und unteren Schulterfedern, der Oberrücken, der Unterrücken, der Bürzel und die Oberschwanzdecken sind braun. Die Handdecken, die Armdecken, die mittleren und kleinen Flügeldecken, die Schirmfedern, die Schwanzfedern, die Unterbauchseiten, die Unterschwanzdecken und der Steiß sind braun. Die Iris ist hell graugrün. Der Lauf, die Krallen und die Füße sind rötlich schwarz.

## Lebensraum
Die Nonggang-Timalie lebt in einer montanen Karstregion in gut entwickelten Buschland und Saisonregenwäldern, die von Bäumen der Art Excentrodendron hsienmu dominiert sind. Von den 30 Exemplaren, die zwischen Februar 2005 und Januar 2006 beobachtet wurden, hielten sich die meisten auf Felsen in den Wäldern auf, einige wenige waren in den Bäumen zu sehen.

## Lebensweise
Die Nonggang-Timalie läuft mehr auf den Felsen, als dass sie fliegt. Sie flieht nur, wenn sie aufgeschreckt wird und auch nur auf kurze Distanz. Ein ähnliches Verhalten zeigen die Timalien der Gattung Napothera, die im gleichen Gebiet vorkommen. Die Nahrung der Nonggang-Timalie besteht aus Insekten und anderen Gliederfüßern, die sie in Felsspalten unter herabgefallenen Blättern aufsammelt. Während der Brutsaison ist sie in Paaren, außerhalb in kleinen Schwärmen von fünf bis zehn Individuen zu beobachten. Über die Wanderungen und die Jungenaufzucht dieser Art ist nichts bekannt. Ein Nest wurde bisher nicht entdeckt.

## Bestand und Gefährdung
Informationen über eine Gefährdung und über die Bestandsgröße liegen nicht vor. Das bekannte Verbreitungsgebiet ist gegenwärtig auf das Nonggang-Naturreservat in Guangxi, etwa 18 Kilometer von der vietnamesischen Grenze entfernt, beschränkt. Bis 2008 wurden etwa 100 Paare nachgewiesen. Der Lebensraum im Reservat ist geschützt, jedoch ist es möglich, dass die Art auch außerhalb des Reservats vorkommt, wo die Karst-Regenwälder durch Abholzung und Brände gefährdet sind. Ähnliche Habitate sind in der Kalksteinregion im nördlichen Hochland Vietnams vorhanden.